# Habitatge al carrer del Pont, 27 (Manlleu)
L'Habitatge al carrer del Pont, 27 és un edifici de Manlleu (Osona) inclòs a l'Inventari del Patrimoni Arquitectònic de Catalunya.

## Descripció
Es tracta d'un edifici de planta baixa i una planta pis amb façana al carrer del Pont. La façana a la planta baixa ha ha estat modificada. A la planta pis hi trobem tres obertures amb balcó amb barana de ferro forjat molt treballada. Els balcons dels extrems són de línies rectes mentre que el del centre és corbat. Les tres obertures tenen emmarcaments de pedra i la llinda decorada amb una data cadascuna. A sobre cada obertura hi ha una petita finestra de ventilació de les golfes.